# Santiago Maior (Beja)
Pour les articles homonymes, voir Santiago Maior.
Santiago Maior, officiellement Beja (Santiago Maior), est une ancienne paroisse civile portugaise (en portugais : freguesia) de la municipalité de Beja dans le district du même nom en Alentejo. Depuis 2013, elle est remplacée par Beja (Santiago Maior e São João Baptista).

## Géographie
Avant sa disparition, la paroisse s'étend sur une superficie de 43,05 km2. Elle comprend une partie du centre historique de Beja (dont le château et la cathérale) et le sud-ouest de la ville (dont le village de Penedo Gordo).

## Histoire
La loi no 11-A/2013 du 28 janvier 2013, portant réorganisation administrative du territoire des freguesias, fusionne Beja (Santiago Maior) avec la paroisse voisine de Beja (São João Baptista) pour former l’União das freguesias de Beja (Santiago Maior e São João Baptista) (dont le siège est à Santiago Maior).